# Julius Binder
Julius Binder (12 de Maio de 1870, Würzburg – 28 de agosto de 1939, Göttingen) foi um filósofo do direito alemão. Ele é principalmente conhecido como adversário do positivismo jurídico, e por ter permanecido como um acadêmico ativo durante a década de 1930 na Alemanha Nazista, não se opondo ao governo da época.

## Biografia
Após estudar direito em Würzburg com honras (1894) e sua habilitação (1898), ele se tornou professor em Rostock (1900), em Erlangen (1903), em Würzburg (1913) e em Göttingen (1919). Ele fundou a "Internacional Hegel Federal" e tornou-se membro da Academia de Ciências de Göttingen.
Após aplicar conceitos jurídicos de Immanuel Kant em obras anteriores, (como em "o Conceito Jurídico e a Ideia do Direito", de 1915) posteriormente ele tornou-se um forte crítico das filosofias jurídicas Neokantianas, especialmente da filosofia jurídica de Rudolf Stammler. Desde a década de 1920, Julius Binder—e posteriormente com Karl Larenz, Gerhard Dulckeit e Walther Schönfeld -- aplicou uma abordagem neo-hegeliana da jurisprudência no chamado sistema do "idealismo objetivo". Binder foi o professor de filosofia jurídica e de direito civil de Karl Larenz. Ele ficou conhecido por rejeitar positivismo jurídico.
Além disso, Binder, juntamente com Ernst Forsthoff, Carl Schmitt, Karl Larenz entre outros filósofos do direito, não criticaram o sistema jurídico ou o regime Nazista.
Ele foi um membro do Corpo de Baviera Würzburg desde 1890.

## Obras literárias
- Das problem der Juristischen Persönlichkeit (1907)
- Rechtsbegriff und Rechtsidee, 1915
- Philosophie der Direita, 1925
- Grundlegung zur Rechtsphilosophie, 1935
- Sistema der Rechtsphilosophie, 1937

## Ligações Externas
- Obras de ou sobre Julius Binder no Internet Archive